# Cochlespira elegans
Cochlespira elegans é uma espécie de gastrópode do gênero Cochlespira, pertencente a família Cochlespiridae.